# Länsväg 290
De Zweedse weg 290 (Zweeds: Länsväg 290) is een provinciale weg in de provincie Uppsala län in Zweden en is circa 61 kilometer lang.

## Plaatsen langs de weg
- Uppsala
- Storvreta
- Vattholma
- Skyttorp
- Österbybruk
- Forsmark

## Knooppunten
- E4 bij Uppsala/Storvreta (begin)
- Länsväg 292 bij Österbybruk
- Riksväg 76 bij Forsmark (einde)